# Alice Rohrwacher
Alice Rohrwacher (Fiesole, 29 dicembre 1981) è una regista, sceneggiatrice e montatrice italiana.

## Biografia
Nata a Fiesole (Firenze), in Toscana, da madre italiana, Annalisa Giulietti, e padre tedesco, Reinhard Rohrwacher, nativo di Amburgo. Ha trascorso l'infanzia e l'adolescenza a Castel Giorgio, in provincia di Terni, terra di origine della madre e luogo di lavoro del padre, apicoltore nomade. Sua sorella maggiore è l'attrice Alba Rohrwacher. Nel 2005 ha partecipato, come co-regista, sceneggiatrice, montatrice, e direttrice della fotografia, alla realizzazione di Un piccolo spettacolo, documentario in bianco e nero di Pierpaolo Giarolo. Nel 2008 è stata aiuto regista e montatrice in Tradurre, documentario di Pierpaolo Giarolo. 
Il suo esordio come regista è avvenuto nel 2006 con la direzione de "La Fiumara", episodio del documentario collettivo Checosamanca, prodotto da Carlo Cresto-Dina. Il 2011 è stato l'anno del vero e proprio esordio cinematografico, con il film Corpo celeste, presentato nella Quinzaine des Réalisateurs del Festival di Cannes 2011, che le ha valso il conferimento del Nastro d'argento al miglior regista esordiente. Nel 2014 ha vinto il Grand Prix Speciale della Giuria al Festival di Cannes 2014 con Le meraviglie. Nello stesso anno ha preso parte al film collettivo 9x10 novanta presentato al Festival di Venezia. Nel 2018 ha vinto il premio per la miglior sceneggiatura al Festival di Cannes per Lazzaro felice. Nel 2023 il suo Le pupille è stato candidato ai Premi Oscar 2023 nella categoria miglior cortometraggio.

## Filmografia

### Regista

#### Lungometraggi
- Corpo celeste (2011)
- Le meraviglie (2014)
- Lazzaro felice (2018)
- La chimera (2023)

#### Cortometraggi
- De Djess (2015)
- Ad una mela (2020) - Il Trailer della Viennale 2020
- Omelia contadina (2020)
- Quattro strade (2021)
- Le pupille (2022)
- Le fil rouge (2023)
- Allégorie citadine (2024)

#### Documentari
- Checosamanca (2006) - episodio La fiumara
- 9x10 novanta (2014) - episodio Una canzone
- Futura (2021) - film collettivo con Pietro Marcello e Francesco Munzi

#### Televisione
- L'amica geniale – serie TV, episodi 2x04-2x05 (2019)

### Montatrice
- Un piccolo spettacolo (2005)
- Tradurre (2008)
- Boygo (2008)
- In tempo, ma rubato (2009)
- Residuo fisso (2009)

## Teatro

### Opere liriche

#### Regia
- La Traviata - Fondazione i teatri di Reggio Emilia (2016)

## Premi e riconoscimenti
- Premi Oscar
  - 2023 - Candidatura al miglior cortometraggio per Le pupille
- Festival di Cannes 
  - 2014 - Grand Prix Speciale della Giuria per Le meraviglie
  - 2018 - Prix du scénario per Lazzaro felice ex aequo con Tre volti di Jafar Panahi
- European Film Awards
  - 2018 - Candidatura al miglior film per Lazzaro felice
  - 2018 - Candidatura alla miglior regia per Lazzaro felice
  - 2018 - Candidatura alla migliore sceneggiatura per Lazzaro felice
- David di Donatello
  - 2012 - Candidatura alla miglior regista esordiente per Corpo celeste
  - 2019 - Candidatura al miglior film per Lazzaro felice
  - 2019 - Candidatura alla miglior regia per Lazzaro felice
  - 2019 - Candidatura alla migliore sceneggiatura originale per Lazzaro felice
  - 2024 - Candidatura al miglior film per La chimera
  - 2024 - Candidatura alla miglior regia per La chimera
  - 2024 - Candidatura alla migliore sceneggiatura originale per La chimera
- 2021 - Premio Robert Bresson
- 2019 - Terni Film Festival
  - Angelo alla Carriera
  - Premio della Critica per Lazzaro felice
- 2014 - Bobbio Film Festival
  - Premio Migliore Regia per Le meraviglie
- 2012 - Nastro d'argento 
  - Miglior regista esordiente per Corpo celeste
- 2012 - Ingmar Bergman
  - Int. Debut Award per Corpo celeste
- 2012 - Ciak d'oro
  - Migliore opera prima per Corpo celeste[4]
- 2012 - Premio Suso Cecchi D'Amico
  - Best screenplay per Corpo celeste
- 2011 - Bobbio Film Festival
  - Premio Migliore Regia per Corpo celeste
  - Premio "Beppe Ciavatta" - Miglior Regista Esordiente per Corpo celeste